# Stocktjärnen (Orsa socken, Dalarna)
Stocktjärnen var en sjö, nu mosse, i Orsa kommun i Dalarna och ingår i Dalälvens huvudavrinningsområde.